# گروه صلح و جامعه دموکراتیک
حزب کارگران کردستان یا به اختصار پ‌ک‌ک با نام جدید گروه صلح و جامعه دموکراتیک سازمان مسلح و سیاسی چپ‌گرا در کردستان ترکیه است که در سال ۱۹۷۸ تأسیس شد. به نیروهای مسلح این سازمان گریلا گفته می‌شود. این سازمان سیاسی از سال ۱۹۸۴ برای کسب خودمختاری در منطقهٔ کردستان ترکیه دست به مبارزهٔ مسلحانه علیه حکومت مرکزی ترکیه زده است. حزب کارگران کردستان توسط ایران، آمریکا، بریتانیا، کانادا، اتحادیه اروپا و چندین کشور دیگر در فهرست گروه‌های تروریستی قرار دارد. در سال ۲۰۱۸ دولت آمریکا برای اطلاعاتی که منجر به دستگیری سه رهبر پ‌ک‌ک شود مبلغ ۱۲ میلیون دلار جایزه تعیین کرد.
پ‌ک‌ک پیشتر به دنبال ایجاد یک دولت مستقل کُردی در جنوب و جنوب شرقی ترکیه بود. اما هم‌اکنون ادعا می‌کند که به دنبال حقوق فرهنگی و زبانی کردها و ایجاد نوعی از خودگردانی در چهارچوب مرزهای ترکیه است. در سال ۲۰۱۲ پس از سی سال درگیری از اواخر سال ۲۰۱۲ بین دولت ترکیه و عبدالله اوجالان رهبر پ‌ک‌ک، گفتگوهای صلح آغاز شد.
این حزب در دههٔ ۱۹۷۰ به عنوان یک سازمان ظهور کرد. در اواخر دههٔ ۱۹۸۰ و دههٔ ۱۹۹۰ بخش بزرگی از جنوب شرقی ترکیه صحنهٔ درگیری نظامی میان این گروه و نیروهای مسلح ترکیه بود. بنیان‌گذار و رهبر این حزب عبدالله اوجالان است که هم‌اکنون در زندانی در جزیره امرالی در نزدیکی استانبول به سر می‌برد. پس از غیاب اوجالان و انتقال به زندان، پ‌ک‌ک عملاً توسط مراد کارایلان و یک تیم از فرماندهان قدیمی هدایت می‌شد.
در نهمین نشست عمومی کنگره خلق (۲۰۱۳) یا شورای رهبری پ‌ک‌ک که در چند سال اخیر از آن به عنوان کنفدرالیسم جوامع کردستان نام برده شده است، جمیل بایک و بسه هوزات (از زنان علوی) به‌طور مشترک روسای شورای رهبری پ‌ک‌ک شدند.
- مراد کارایلان فرمانده کل نیروهای مسلح حزب کارگران کردستان
- جمیل بایک (از فرماندهان اولیه پ‌ک‌ک)
- باهوز اردال (از کردهای سوریه)
- نورالدین صوفی (از کردهای سوریه)
- بسه هوزات (از زنان علوی کردستان ترکیه)

گفته شده، نیروی انسانی این گروه ۴٬۰۰۰ تا ۵٬۰۰۰ نفرند، که حدود ۳٬۰۰۰ تا ۳٬۵۰۰ نفر آنها اکنون در کردستان عراق هستند. ولی پ‌ک‌ک ادعا می‌کند ۲۰٬۰۰۰ مبارز مسلح دارد.
به گفته مسئولان پ‌ک‌ک، تأمین مالی این گروه بر پایه فعالیت‌های فرهنگی و همچنین کمک‌های بین‌المللی است. به گفته یوروپل، این گروه با استفاده از عناوینی مانند «کمک مالی» و «هزینه عضویت» هم از اعضای خود پول جمع‌آوری می‌کند. همچنین نشانه‌هایی وجود دارد که این سازمان به‌طور فعال در پولشویی، قاچاق مواد مخدر، قاچاق انسان و همچنین مهاجرت غیرقانونی در داخل و خارج از اتحادیه اروپا برای تأمین مالی و اجرای فعالیت‌های خود مشارکت دارد. به همین علت در ۲۰ آوریل ۲۰۱۱ وزارت خزانه‌داری آمریکا اعلام کرد که بنیانگذاران پ‌ک‌ک و سایر اعضای بلندپایه را به عنوان قاچاقچیان ویژه مواد مخدر بر اساس قانون تعیین مواد مخدر خارجی (Kingpin) معرفی کرده و هر گونه دارایی این افراد در آمریکا را مسدود و هر گونه انجام معاملات مالی یا تجاری با این افراد را منع کرد.
از سال ۱۹۹۶ تا ۱۹۹۹ این سازمان شروع به استفاده از بمب‌گذاران انتحاری، خودروهای انفجاری و حملات کمین علیه پایگاه‌های نظامی و پلیس کرد. از بمب‌گذاران انتحاری، به‌ویژه بمب‌گذاران زن، با دادن جایگاه «الهه آزادی» به آنها اسطوره‌سازی شده و به‌عنوان الگو برای زنان دیگر پس از مرگش آنها نشان لیاقت داده می‌شد. در ۳۰ ژوئیه ۱۹۹۶ زینپ کیناچی یکی از مبارزان زن پ‌ک‌ک، نخستین حمله انتحاری این سازمان را انجام داد که در آن ۸ سرباز کشته و ۲۹ نفر دیگر زخمی شدند. هر ساله یاد او به عنوان یکی از زنان تأثیرگذار در این سازمان توسط اعضا زنده نگه داشته می‌شود. استفاده از عملیات انتحاری به ویژه توسط زنان تا به امروز توسط پ‌ک‌ک پیگیری شده است.

## تاریخچه
در زمان جنگ استقلال ترکیه، آتاترک توانست حمایت کردها را در برابر متحدانی که ترکیه را اشغال کرده بودند، بدست آورد. پس از آن وی اقدام به ادغام فرهنگی کردها در جمعیت ترک کرد و کردها را «ترک‌های کوهی» می‌نامید. شورش‌های کردها سرکوب شدند و هزاران تن از کردها به سوریه مهاجرت کردند. روشنفکران کرد در سوریه گروهی به نام خویبون را تأسیس کردند تا برای آزادی کردهای ترکیه مبارزه کنند.
در اوایل دههٔ ۱۹۷۰ بخش اصلی سازمان پ‌ک‌ک که بیشتر اعضای آن دانش‌آموزان بودند و به رهبری عبدالله اوجالان در آنکارا تأسیس شد. این گروه اندکی بعد به مناطق کردنشین در جنوب شرقی ترکیه نقل مکان کرد. سپس در ۲۷ نوامبر ۱۹۷۸ نام حزب کارگران کردستان برای آن به تصویب رسید. این گروه در درگیری‌های خشونت‌آمیز با جناح راست ترکیه، حمایت خود را از ایدئولوژی‌های رادیکال چپ و مارکسیستی اعلام نمود. در سال ۱۹۷۹ به عنوان یک عمل تبلیغاتی، گروه اقدام به ترور رهبر قبیله‌ای کردستان محمد جلال بوچاک کرد که به گفته این گروه، بوچاک دهقانان را مورد سوءاستفاده قرار داده و با ترکیه همکاری می‌کرد. از سال ۱۹۸۰ در پی کودتا در ترکیه، پ‌ک‌ک تحت فشار قرار گرفت تا اعضای این سازمان یا به زندان بیفتند و به مجازات اعدام محکوم شوند یا به کردستان سوریه بگریزند.
در سال ۱۹۸۴ سازمان خود را تبدیل به یک گروه شبه‌نظامی نمود و با استفاده از اردوگاه‌های آموزشی در فرانسه حملات و بمب‌گذاری‌هایی علیه تأسیسات دولتی، نظامی و نهادهای مختلف دولت (که برخی از آن‌ها در جنوب شرقی آناتولی بودند) راه‌اندازی نمود که بیشتر در اروپا به خصوص آلمان و فرانسه و کشورهای خاورمیانه به وقوع می‌پیوست. همچنین پ‌ک‌ک به اهداف نظامی و غیرنظامی در کشورهای مختلف از جمله ترکیه، فرانسه، بلژیک و عراق حمله می‌کرد. در این هنگام حافظ اسد، رئیس‌جمهور وقت سوریه از اوجالان به عنوان اهرمی در مناقشه سوریه و ترکیه بر سر آب فرات استفاده کرد. در اوج فعالیت‌های نظامی حزب کارگران کردستان در دهه ۱۹۹۰ حدود یک‌سوم نیروهای آن را کردهای سوریه تشکیل می‌دادند.

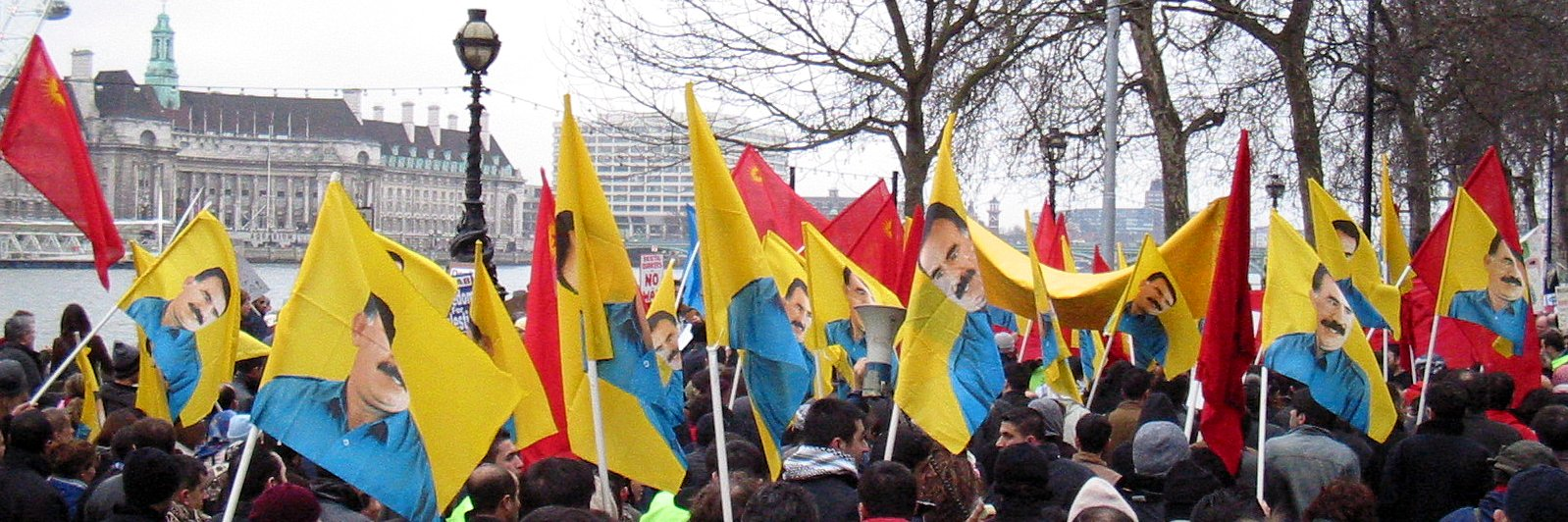
تظاهرات هواداران حزب پ‌ک‌ک در لندن

در میانه دههٔ ۱۹۹۰ میلادی این سازمان عملیات خود را به صورت یک سری حملات انتحاری و بمب‌گذاری ادامه داد. ۱۵ حمله بدین شکل انجام شد که ۱۱ نفر از آن‌ها توسط زنان انجام شد. ترکیه در اواخر دههٔ ۱۹۹۰ فشارهای خود را افزایش داد و در جنگی اعلام نشده بین ترکیه و سوریه حمایت‌های علنی سوریه به پایان رسید.

### انتقال به قندیل
به گفتهٔ محمد حاجی محمود دبیرکل حزب سوسیالیست دموکرات کردستان انتقال نیروهای حزب کارگران کردستان در سال ۱۹۹۲ به کوهستان قندیل به دنبال توافقی انجام شدکه میان این حزب و حزب دموکرات کردستان عراق و اتحادیه میهنی کردستان صورت گرفت. به گفتهٔ محمد حاجی محمود این توافق در خانه شخصی به نام کریم‌خان برادوستی حاصل شد که در منطقهٔ سیدکان در استان اربیل قرار داشت. طی آن توافق فؤاد معصوم نخست‌وزیر وقت منطقهٔ تحت کنترل اتحادیهٔ میهنی و روژ نوری شاویس نخست‌وزیر وقت منطقهٔ تحت کنترل حزب دمکرات کردستان با عثمان اوجالان به نمایندگی از پ‌ک‌ک توافق کردند که نیروهای پ‌ک‌ک در کوهستان قندیل مستقر شوند. به گفتهٔ او در پی این توافق نیروهای حزب کارگران کردستان با خودروهای دولتی متعلق به حزب دموکرات و اتحادیهٔ میهنی به منطقهٔ زلی در قندیل منتقل شده و دفاتر و پایگاه‌هایی که پیشتر محل فعالیت جلال طالبانی و نیروهای اتحادیه میهنی بود به آنان تحویل داده شد. مناطق بیدلان، رزگه، ماردوو، قلاتوکان، سوردی، قرنافه و پشت‌آشان تا گویزه و دولکوکه از جملهٔ مناطقی بوده‌اند که بر اساس این توافق به نیروهای پ‌ک‌ک تحویل داده شده‌اند.

### دستگیری عبدالله اوجالان
در سال ۱۹۹۹ اوجالان دستگیر و در محاکمه به اعدام محکوم شد. اما پس از آن به علت درخواست عضویت ترکیه در اتحادیه اروپا این حکم به حبس ابد کاهش یافت. در ۲ آوریل ۲۰۰۴ شورای اتحادیه اروپا این سازمان را به فهرست سازمان‌های تروریستی اضافه کرد. در همان سال، وزارت خزانه‌داری ایالات متحده دارایی‌های شاخه‌های این سازمان را مسدود نمود. پ‌ک‌ک نیز یک سری تغییرات انجام داد و زمانی که اوجالان دستگیر شد، آتش‌بس یک جانبه اعلام نمود که در سال ۲۰۰۳ آن را به پایان رساند.
دولت ترکیه از سال ۲۰۰۵ میلادی تاکنون چندین‌بار سعی کرده تا با پ‌ک‌ک مخفیانه یا علنی مذاکره کند. در این میان، مشهورترین مذاکره انجام شده «مذاکره اسلو» بود. در ژوئیه ۲۰۱۰ پیشنهاد پ‌ک‌ک مبنی برپذیرفتن آتش‌بس یا قرارداد صلح در صورتی که دولت حقوق مدنی و فرهنگی کردها را افزایش دهد، صریحاً از سوی دولت رد شد.
در ۱۳۸۸ دولت ترکیه سیاست تعامل با پ‌ک‌ک را در پیش گرفت. پس از آن با اعلام آتش‌بس از سوی پ‌ک‌ک، افق برقراری صلح بین ترکیه و پ‌ک‌ک پس از سی سال مناقشه به نظر روشن می‌رسید. پیکارجویانی که می‌خواستند سلاح‌های خود را به زمین بگذارند، در بازگشت به خانه‌هایشان همانند قهرمانان ملی مورد استقبال کردها قرار گرفتند. این موضوع احساسات ملی‌گرایانه ترک‌ها را برانگیخت و به دستگیری بسیاری از اعضاء و هوادارن این حزب انجامید. از آن زمان روابط پ‌ک‌ک با دولت ترکیه دوباره رو به وخامت گذاشت. پیکارجویان پ‌ک‌ک حملات خود را افزایش دادند و در روز ۲۳ ژوئیه با تصرف مناطقی در شهر شمدینلی واقع در جنوب شرق ترکیه، مرحله تازه‌ای از مبارزه خود را آغاز کردند.

## مذاکرات صلح با حکومت ترکیه
روند مذاکرات میان سیاست‌مداران کرد با حکومت ترکیه از سال ۲۰۰۹ میلادی آغاز شد. آغاز رسمی مذاکرات از اکتبر ۲۰۱۲ بود که در مارس ۲۰۱۳ به آتش‌بس میان حزب کارگران کردستان و حکومت ترکیه منجر شد. پس از آتش‌بس نیز مذاکرات تداوم یافت. عبدالله اوجالان در این مذاکرات طرف گفتگوی حکومت ترکیه و نیز حزب دموکراتیک خلق‌ها قرار گرفت. اگرچه درنهایت مذاکرات صلح بی‌نتیجه ماند و آتش‌بس میان نیروهای پ‌ک‌ک و حکومت ترکیه شکسته شد، اما عبدالله اوجالان در روند استقرار صلح بین حکومت مرکزی و کردها نقش به سزایی داشت.
اوجالان بار دیگر در فوریه ۲۰۲۵ در بیانیه‌ای از پ‌ک‌ک خواست سلاح‌های خود را کنار گذاشته و این گروه نظامی را منحل کنند. او تنها راه تغییر را دموکراسی و صلح دانست و مسئولیت این تصمیم را برعهده گرفت. در پاسخ به درخواست اوجلان، حزب کارگران کردستان (پ‌ک‌ک) در بیانیه‌ای اعلام کرد: «ما، به‌عنوان پ‌ک‌ک، کاملاً با محتوای این درخواست موافق هستیم و تأکید می‌کنیم که از جانب ما، الزامات این درخواست را رعایت کرده و آن را اجرا خواهیم کرد.» در این بیانیه تأکید شده که «مسائلی مانند اجرای عملی خلع سلاح تنها تحت رهبری عملیاتی سَروک آپو (عبدالله اوجالان) امکان‌پذیر است.» این گروه همچنین اعلام کرد که درگیری‌ها را فوراً متوقف خواهد کرد، مگر اینکه مورد حمله قرار گیرد.
در فوریه ۲۰۲۵ حزب برابری و دمکراسی خلق‌ها از دولت ترکیه خواست تا اقداماتی در جهت دموکراتیزاسیون انجام دهد و تأکید کرد که واکنش دولت در این زمینه بسیار مهم خواهد بود. در مقابل، دولت ترکیه اعلام کرد که هیچ مذاکره‌ای با پ‌ک‌ک انجام نخواهد داد و تأکید کرده که همه گروه‌های شبه‌نظامی کُرد، از جمله در عراق و سوریه باید سلاح‌های خود را زمین بگذارند. نیروهای دموکراتیک سوریه که مورد حمایت آمریکا هستند و آنکارا آن‌ها را شاخه‌ای از پ‌ک‌ک می‌داند، نیز از درخواست عبدالله اوجالان به‌عنوان گامی مثبت استقبال کردند، اما تأکید کردند که این درخواست شامل آن‌ها نمی‌شود.

### واکنش‌ها
اوزگور اوزل، رهبر حزب جمهوری‌خواه خلق حزب اصلی اپوزیسیون ترکیه گفت: «ما همچنان بر موضع خود تأکید داریم که مسئله کُردها باید به‌طور شفاف و با دربرگیری همه اقشار جامعه، زیر سقف مجلس ملی ترکیه حل‌وفصل شود… درخواست برای خلع سلاح و انحلال این سازمان تروریستی مهم است و امیدواریم که این گروه بر اساس این درخواست عمل کند.»
موساوات درویش‌اوغلو، رهبر حزب خوب در ترکیه گفت: «فرقی نمی‌کند این روند چه نامی داشته باشد یا چه توجیهی برای آن مطرح شود، این چیزی جز معامله‌ای برای ایجاد یک ریاست‌جمهوری مادام‌العمر نیست. این روند هیچ هدف دیگری ندارد. مطمئن باشید که صاحبان قدرت برای تحقق این هدف از هیچ اقدامی دریغ نخواهند کرد.»
اولاف شولتس، صدراعظم آلمان نیز از درخواست اوجالان برای زمین گذاشتن سلاح و انحلال پ‌ک‌ک استقبال کرد. سخنگوی دولت آلمان خاطرنشان کرد: «این درخواست، فرصتی برای پایان دادن به این درگیری خشونت‌آمیز و دستیابی به راه‌حلی پایدار در مسئله کُردها فراهم می‌کند.»
سخنگوی وزارت خارجه آلمان تأکید کرد: «پایان خشونت، گام نخست است. اما برای رسیدن به یک راه‌حل پایدار در ترکیه باید حقوق فرهنگی و دموکراتیک کُردها تضمین و به آن احترام گذاشته شود.»
نچیروان ادریس بارزانی، رئیس اقلیم کردستان عراق خاطرنشان کرد: «ما در اقلیم کردستان به‌طور کامل از روند صلح حمایت می‌کنیم و آماده‌ایم تا در این مسیر نقش تسهیل‌کننده ایفا کنیم و هرگونه کمکی که لازم باشد ارائه دهیم.»
مظلوم عبدی، فرمانده نیروهای دموکراتیک سوریه با استقبال از این درخواست تاریخی عبدالله اوجالان گفت که این اقدام می‌تواند تأثیرات مثبتی در منطقه داشته باشد. اما وی تأکید کرد که بیانیه‌ای که اوجالان روز پنج‌شنبه منتشر کرد، تنها به پ‌ک‌ک مربوط است و «هیچ ارتباطی با ما در سوریه ندارد.» با اینکه گروه‌های اصلی کُرد در نیروهای دموکراتیک سوریه، از جمله یگان‌های مدافع خلق به پ‌ک‌ک وابسته هستند، اما اظهارات عبدی نشان می‌دهد که این درخواست بر این آنها تأثیری نخواهد داشت. همچنین در ادامه عبدی گفت: «اگر در ترکیه صلح برقرار شود دیگر بهانه‌ای برای ادامه حملات علیه ما در سوریه وجود نخواهد داشت.»

## گروه تروریستی
پ‌ک‌ک توسط اتحادیه اروپا، ناتو و همچنین توسط کشورهای زیر به عنوان یک سازمان تروریستی ذکر شده است:
- ترکیه[۵۷]
- جمهوری آذربایجان[۵۸]
- استرالیا[۵۹][۶۰]
- اتریش[۶۱]
- کانادا[۲۱]
- عراق[۵۸]
- ایران[۵۷]
- فرانسه[۶۲]
- آلمان[۶۳]
- هلند[۶۴]
- قزاقستان[۵۸]
- مولداوی[۵۸]
- سوریه[۶۵]
- بریتانیا[۶۶]
- ایالات متحده آمریکا[۶۷][۶۸]

در سال ۲۰۱۸ ایالات‌متحده برای اطلاعاتی که منجر به دستگیری سه رهبر پ‌ک‌ک شود مبلغ ۱۲ میلیون دلار جایزه تعیین کرد.

### بازنگری پس از اعلام انحلال
وزارت کشور آلمان در ۲ مارس ۲۰۲۵ اعلام کرد که با وجود اعلام عدم استفاده از خشونت از سوی حزب کارگران کردستان، همچنان این گروه را به عنوان یک سازمان تروریستی طبقه‌بندی می‌کند. سخنگوی این وزارتخانه تأکید کرد: «از دیدگاه دولت فدرال، در حال حاضر هیچ دلیلی برای بازنگری در وضعیت پ‌ک‌ک وجود ندارد.» او همچنین اشاره کرد که تحولات آینده پ‌ک‌ک و تأثیر آن بر سیاست آلمان هنوز مشخص نیست. به گفته این مقام دولتی، پ‌ک‌ک با داشتن حدود ۱۴هزار و ۵۰۰ عضو در آلمان، بزرگ‌ترین گروه تروریستی فعال در این کشور محسوب می‌شود. وی افزود: «اعلام عدم استفاده از خشونت در آلمان نباید باعث شود که واقعیت تهدیدآمیز این سازمان نادیده گرفته شود.» همچنین، فعالیت‌های پ‌ک‌ک در زمینه پشتیبانی آمادی و مالی از کل سازمان و همچنین جذب جوانان آلمانی برای پیوستن به مبارزات مسلحانه در خارج از کشور، همچنان نگرانی‌های جدی ایجاد کرده است. فعالیت پ‌ک‌ک در آلمان از اواخر نوامبر ۱۹۹۳ ممنوع اعلام شد. در سال ۲۰۰۲ نیز اتحادیه اروپا این گروه را در فهرست سازمان‌های تروریستی قرار داد.

## سیر تاریخی

### پرچم

از سال ۲۰۰۵ تاکنون
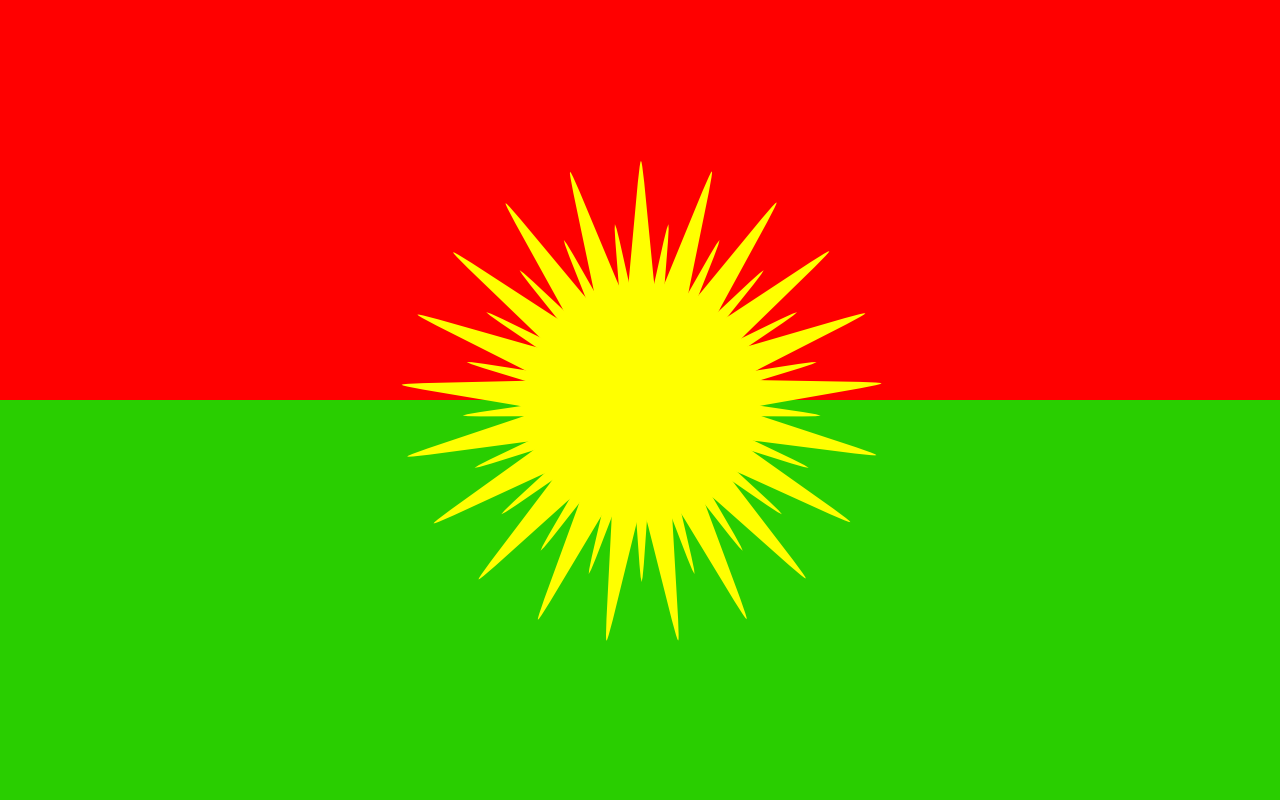
از سال ۲۰۰۳-۲۰۰۵
سال‌های ۲۰۰۲-۲۰۰۴
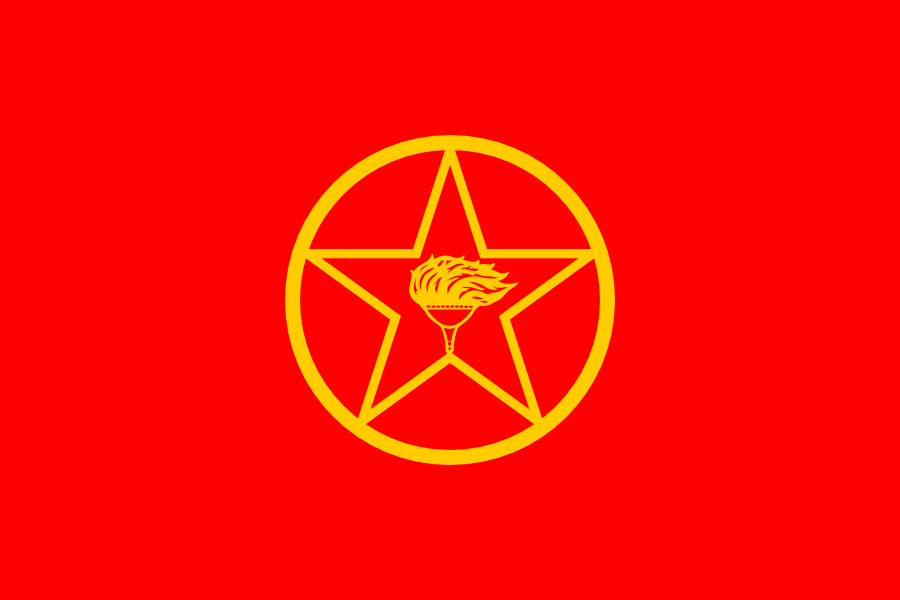
بین سال‌های ۱۹۹۵-۲۰۰۰
در سال ۱۹۸۴

## Notes
1. ↑  Estimates range from 4,000 to 7,000 members.[۱۰][۱۱][۱۲]

1. ↑  علی‌رغم اینکه کنگره دوازدهم پ‌ک‌ک، طرح‌هایی را برای انحلال کامل سازمانی اعلام کرد، پ‌ک‌ک هنوز به صورت دفاکتو یا دوژور، منحل نشده است.